# Automeris denticulatus
Automeris denticulatus är en fjärilsart som beskrevs av Conte 1906. Automeris denticulatus ingår i släktet Automeris och familjen påfågelsspinnare. Inga underarter finns listade i Catalogue of Life.